# Blågrön kragskivling
Blågrön kragskivling (Stropharia caerulea) är en svampart som beskrevs av Kreisel 1979. Stropharia caerulea ingår i släktet kragskivlingar och familjen Strophariaceae.   Inga underarter finns listade i Catalogue of Life.
I den svenska databasen Dyntaxa används istället namnet Stropharia cyanea för samma taxon.  Arten är reproducerande i Sverige.

## Bildgalleri

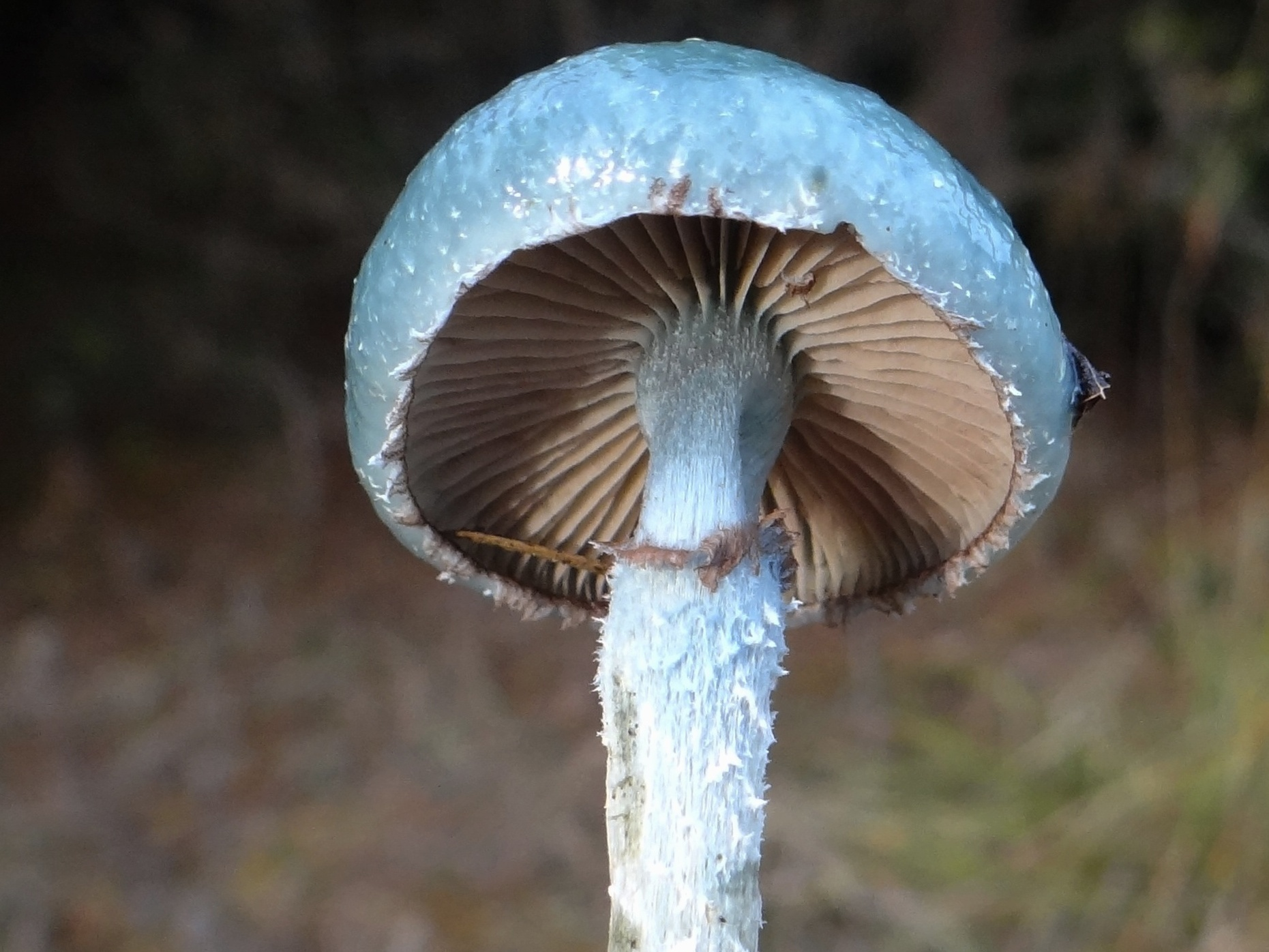
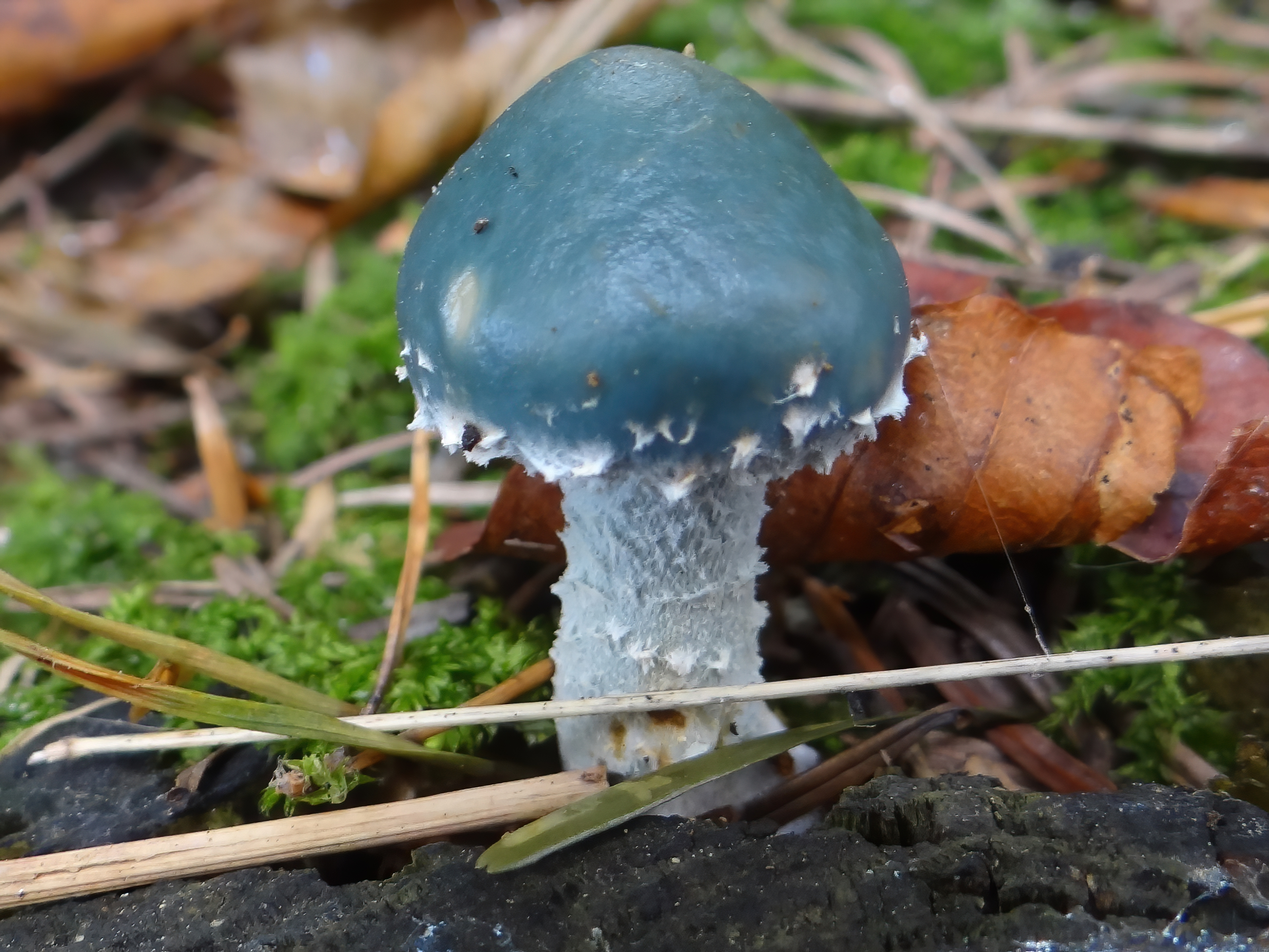